# كارولين بوس
كارولين بوس (بالهولندية: Caroline Bos)‏ هي مهندسة معمارية هولندية، ولدت في 1959 في روتردام في هولندا.